# Piper rusbyi
Piper rusbyi är en pepparväxtart som beskrevs av C. Dc.. Piper rusbyi ingår i släktet Piper och familjen pepparväxter. Inga underarter finns listade i Catalogue of Life.